# 雩時郡
雩時郡（：／ Usi gun */?）是朝鮮民主主義人民共和國慈江道西部的一個郡，西鄰平安北道，北隔鴨綠江（水豐水庫）與中國遼寧省相望。位於江南山脈北麓。其他主要河流包括忠滿江。面積703.01平方公里，2008年人口42,919人。下分1邑、1勞動者區、22里。

## 歷史
1952年設郡。